# Lijst van salamanders in België en Nederland
| Salamanders in België en Nederland | Salamanders in België en Nederland       | Salamanders in België en Nederland | Salamanders in België en Nederland | Salamanders in België en Nederland |
| Nederlandse naam                   | Wetenschappelijke naam                   | Beschrijving | Afbeelding                         |                                    |
| ---------------------------------- | ---------------------------------------- | --- | ---------------------------------- | ---------------------------------- |
| Kleine watersalamander             | Lissotriton vulgaris Linnaeus, 1758      | De kleine watersalamander is de meest algemene salamander in Nederland. Deze salamander is niet kieskeurig en kan zich zelfs in tuinvijvers handhaven.            |                                    |                                    |
| Vuursalamander                     | Salamandra salamandra Linnaeus, 1758     | De landbewonende vuursalamander komt in Nederland alleen voor in bossen in Limburg. De soort is gemakkelijk te herkennen aan het zwarte lichaam met gele vlekken. |                                    |                                    |
| Alpenwatersalamander               | Mesotriton alpestris Laurenti, 1768      | De salamander is in Europa vrij algemeen, de mannetjes zijn in de paartijd blauw van boven en hebben een oranje buik.                                             |                                    |                                    |
| Kamsalamander                      | Triturus cristatus Laurenti, 1768        | Deze soort dankt de naam aan de hoge, getande kam van de mannetjes in de paartijd. Het is de grootste Nederlandse salamander.                                     |                                    |                                    |
| Vinpootsalamander                  | Lissotriton helveticus Razoumowsky, 1789 | De mannetjes ontwikkelen zwarte zwemvliezen in de paartijd, evenals een draad-achtig staartaanhangsel dat bij de vrouwtjes nauwelijks te zien is                  |                                    |                                    |